# Autokollimation
Unter Autokollimation versteht man einen optischen Aufbau, bei welchem ein kollimiertes Lichtbündel ein optisches System verlässt und durch eine polierte Planfläche wieder in das System zurückgeworfen wird.

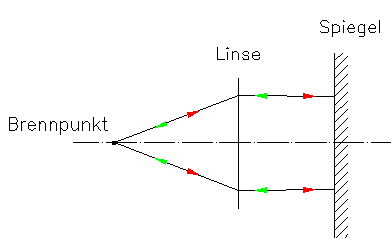
Autokollimation
rot: Hinweg des Lichtes
grün: Rückweg des Lichtes

Eine Anwendung ist der Autokollimator zur genauen Messung kleiner Winkel im Bereich von Winkelsekunden.
Mit Autokollimation ist auch die Bestimmung der Brennweite von Linsen bzw. Linsensystemen möglich. Im Fall einer Sammellinse wird dabei zunächst ein Gegenstand (oder eine Lochblende) näherungsweise im Brennpunkt des Systems positioniert und ein Planspiegel (in beliebigem Abstand) auf der anderen Seite der Linse. Nun wird der Gegenstand solange verschoben, bis sich das Bild des Gegenstandes, das von Linse und Spiegel erzeugt wird, scharf in derselben Ebene wie der Gegenstand befindet (siehe Zeichnung).
Im Falle einer dicken Linse oder eines Linsensystems kann die Brennweite auch aus dem Verhältnis des Bündelhalbmessers zwischen Optik und Planspiegel zum Tangens des halben Öffnungswinkels bestimmt werden. Dazu ist das divergente Bündel durch eine Blende so zu begrenzen, dass seine Strahlen vollständig durch die Optik gelangen. Mit dem Ergebnis lässt sich die Lage einer der beiden Hauptebenen ermitteln.
Autokollimation eignet sich auch zur Vermessung von Abbildungsfehlern nicht zu großer Optiken.